# Aphaenogaster burri
Aphaenogaster burri är en myrart som först beskrevs av Horace Donisthorpe 1950.  Aphaenogaster burri ingår i släktet Aphaenogaster och familjen myror. Inga underarter finns listade i Catalogue of Life.